# Невадо Мисми
Невадо Мисми (на испански: Nevado Mismi) е името на връх, който се намира в планинската верига на Андите в рамките на Перу. Разположен е на около 160 км западно от езерото Титикака. Достига височина от 5597 метра. Има вулканичен произход.
Планината Невадо Мисми се е образувала в южния перуанския регион Арекипа, като е най-високата точка на каньона Колка. Най-високата част на върха е белязана от няколко ледника, които се смятат за най-далечния източник на река Амазонка.
Водите от Невадо Мисми тръгват към Quebradas Carhuasanta и Апачета, които се вливат от своя страна в река Апуримак, която е приток на Укайали, която по-късно се слива с Мараньон и поставят началото на река Амазонка. Първата експедиция е проведена от Жан-Мишел Кусто през 1983 г., а втората е дело на „National Geographic“. Експедициите потвърждават, че източникът на Амазонка, е ледникът под Невадо Мисми.